# Mycosphaerella tardiva
Mycosphaerella tardiva är en svampart som tillhör divisionen sporsäcksvampar, och som beskrevs av Hans Sydow. Mycosphaerella tardiva ingår i släktet Mycosphaerella, och familjen Mycosphaerellaceae. Arten är reproducerande i Sverige.